# كوين سميث
كوين سميث هو لاعب كرة القدم الكندية كندي، ولد في 19 سبتمبر 1991 في سكاربورو، تورنتو في كندا.